# CRハイパー海物語 IN カリブ
『CRハイパー海物語 IN カリブ』（シーアールハイパーうみものがたり イン カリブ）は、2007年10月22日に三洋物産から発売されたデジパチタイプのパチンコ。

## 機種一覧
| 名称                               | 発売           |
| ---------------------------------- | -------------- |
| CRハイパー海物語 IN カリブ MTA     | 2007年10月22日 |
| CRハイパー海物語 IN カリブ MTB     | 2007年10月22日 |
| CRAハイパー海物語 IN カリブ 遊パチ | 2008年2月4日   |

## 概要
今作から、パチンコ台枠を海物語シリーズ専用の新枠ゴールドウェーブに変更し、盤面も初代の『海物語』以来続けてきた左右対称の配置を改め、盤面右側に大型の役物ハイパーシップを設置している。
シリーズ初のイメージソングが搭載された。以降の全てのシリーズにも搭載されている。
今作の遊パチタイプから機種名の最初がCRからCRAとなった。

## 図柄
奇数図柄がSUPER LUCKY、偶数図柄がLUCKYと表示される。ミドルタイプでは、奇数図柄が確変大当たり、偶数図柄が通常大当たり（確変昇格の場合あり）となっている。遊パチタイプでは奇数図柄の方が奇数図柄の方が時短回数が多い。
- 1. タコ
- 2. ハリセンボン
- 3. カメ
- 4. サメ
- 5. エビ
- 6. アンコウ
- 7. シュゴン
- 8. エンゼルフィッシュ
- 9. カニ
- 裏4. サメ

### 大当たり表示とラウンド数
| 型式 | SUPER LUCKY              | LUCKY                |
| ---- | ------------------------ | -------------------- |
| MTA  | 15R確変                  | 15R通常              |
| MTB  | 15R確変                  | 15R通常              |
| SAE  | 15R 5R（ST5回+時短45回） | 5R（ST5回+時短20回） |

## モード解説
海モード
『CR新海物語』とほぼ同様の演出を楽しめるモード。今作では疑似連続予告を搭載。
アドベンチャーモード
『CRスーパー海物語』のマリンモードに、『CR大海物語』のトレジャーステージのステップアップ予告を加えたモード。
パイレーツモード
今作で新たに搭載された演出。シリーズで初めてワリンが主役となる。

## 予告演出
予告なし
リーチ成立直後に演出が起こらないこと。ノーマルリーチ発展濃厚となる。
泡予告
リーチ成立直後に画面下部から泡が発生する演出。スーパーリーチに発展する可能性がある。
魚群予告
リーチ成立直後に画面右側から魚群が通過する演出。期待度が高い演出であり、スーパーリーチ発展濃厚となる。ノーマルリーチに発展した場合は、法則崩れにより大当たり濃厚となる。ミドルタイプの確変中に発生して大当たりした場合は確変大当たり濃厚となる。
ステップアップ予告
アドベンチャーモード専用演出。
リーチ成立時に3段階のステップが発生する演出。
ステップ1はリーチ成立直後に泡が発生する。泡が発生しなかった場合はノーマルリーチ濃厚となる。
ステップ2はステップ1の泡演出の直後にクラゲが発生する。ステップ2が発生した時点でスーパーリーチ発展濃厚となる。
ステップ3はスーパーリーチ発展時し、画面奥から魚群が発生する場合がある。魚群が発生すれば期待度が高くなる。赤魚群の場合もある。

## 保留先読み予告
バミューダチャンス突入アクション
変動中に3つの光球が出現する演出。発生すると図柄が3・4・1の順番で停止しバミューダチャンスに発展する。
コンパス予告
ハイパーコンパスが可動する演出。
海モード及びアドベンチャーモードでは大当たり濃厚時に発生する。変動開始時にハイパーコンパスの始動音が鳴り、ハイパーシップが可動し、ワリンのボイスが流れる。
パイレーツモードでは、さまざまなタイミングでハイパーコンパスが回転する。回転速度が速いほど期待度が高くなる。
擬似連
海モード及びアドベンチャーモード専用演出。
変動停止の際に、図柄の動きが止まらないまま次の変動に移行する演出。この演出が発生した際は保留が消化されない。
マリン仕草予告
アドベンチャーモード専用演出。
変動中にマリンがさまざまな仕草をする演出。仕草によって期待度が変化する。
魚影予告
アドベンチャーモード専用演出。
変動中に魚影が通過する演出。その変動でリーチが成立するとカジキングリーチ発展濃厚となる。
扉予告
アドベンチャーモード専用演出。
変動中にマリンの目の前に大きな扉が出現する演出。扉の模様によって期待度が変化する。また、マリンと同行しているキャラクターによっても期待度が変化する。
洞窟予告
アドベンチャーモード専用演出。
変動中に2つの入口がある洞窟がマリンの前に出現する演出。リーチが成立するとマリンが左右のどちらかの入り口に入り、ステップアップ予告が発生する。
ドルフィンタイム
アドベンチャーモード専用演出。
イルカが登場する特殊ゾーン。イルカが出現した変動でノーマルリーチが発生し、外れると突入する。出現したイルカの種類によって期待度が変化する。
背景予告
変動中の背景で何かしらの変化が起こる演出。
背景キャラ通過予告
アドベンチャーモード専用演出。
変動中にさまざまなキャラクターが通過する演出。通過するキャラクターによって期待度が変化する。
背景キャラクター予告
パイレーツモード専用演出。
背景に出現するキャラクター（海賊や釣り人など）がさまざまなアクションをする演出。アクションによって期待度が変化する。
地図予告
パイレーツモード専用演出。
変動開始時に地図が出現する演出。茶色、銀色、虎柄の3種類があり、銀色と虎柄の地図が出現した場合は期待度が高くなる。
占い予告
パイレーツモード専用演出。
変動中に女性占い師が登場してリーチ成立後の発展先を占う演出。発展先は占い師のセリフによって変化する。占い中にマリンやワリンが登場すれば期待度が高くなる。
漂着物予告
パイレーツモード専用演出。
変動中にビート子分が拾った漂着物の中身を確認する演出。漂着物やビート子分たちのセリフによって期待度が変化する。時間帯が夜だと期待度が高くなる。
密談予告
変動中にビート子分が密談をしている演出。密談の内容によって期待度が変化する。マリンが密談に加わっていたり、ワリンが盗み聞きをしていると期待度が高くなる。

## リーチ演出
ノーマルリーチ
特に何も起こらないリーチ演出。期待度は低い。シングルリーチ及びダブルリーチのどちらからも発展する。通常時に半コマズレ停止をすると再始動が発生する可能性が高くなっている。ST中は期待度が高くなっており、大当たりまたは半コマズレのハズレとなる（半コマズレ停止でも再始動する場合がある）。
珊瑚礁リーチ
海モード専用演出。
シングルリーチから発展し、画面下部から珊瑚礁が出現する演出。期待度は予告により変化する。
宝の山リーチ
アドベンチャーモードの沈没船エリア専用演出。
シングルリーチから発展し、画面下部から宝の山が出現する演出。期待度は予告により変化する。
『CR大海物語』のトレジャーステージから引き継がれた演出で、BGMもアレンジが使用されている。
黒潮リーチ
海モード専用演出。
シングルリーチから発展し、画面に黒潮が流れる演出。黒潮の中に海ガメやエイがいると期待度が高くなる。
水竜リーチ
アドベンチャーモードの洞窟エリア専用演出。
シングルリーチから発展し、画面に水竜が出現して泳ぎ回る演出。
マリンちゃんリーチ
海モード及びアドベンチャーモード専用演出。
ダブルリーチから発展し、画面上部からマリンが登場する演出。期待度は予告により変化する。
人魚リーチ
アドベンチャーモードの砂地エリア専用演出。
シングルリーチから発展し、貝の中から人魚が登場し歌いだす演出。
カジキングリーチ
アドベンチャーモード専用演出。
スーパーリーチ発展時にカジキングが出現する演出。
ワリンチャンス
アドベンチャーモード専用演出。
チャンス目（同一図柄が非テンパイ形で液晶画面内に3つ停止）が停止すると発生する場合がある。ワリンが登場し、上下どちらかの図柄を移動させてリーチにする。ダブルリーチになった場合は原則魚群予告が発生する。
嵐リーチ
パイレーツモード専用演出。
画面に嵐が発生するリーチ演出。
嵐スペシャルリーチ
嵐リーチから発展する期待度が高いリーチ演出。嵐リーチ発生後「突撃!」の文字が出現すると発展する。稲妻とサイクロンが発生する。
巨大イカリーチ
パイレーツモード専用演出。
巨大なイカが出現してワリンの船を沈めようとする演出。
巨大イカスペシャルリーチ
巨大イカリーチから発展する期待度が高いリーチ演出。巨大イカリーチ発生後「砲撃!」の文字が出現すると発展する。2回砲撃すると期待度が高くなる。
剣バトルリーチ
パイレーツモード専用演出。
ワリンとビートが剣で闘う演出。ワリンが勝利すれば大当たりとなる。ワリン敗北後にマリンが出現しビート倒すと大当たりとなる。
船バトルリーチ
パイレーツモード専用演出。
ワリンの船とビートの船が砲撃で闘う演出。ビートの船を撃破すると大当たりとなる。演出中にワリンが笑顔だったり、2回砲撃をすると期待度が高くなる。ワリン敗北後にマリンが出現しビートを倒すと大当たりとなる。
子分リーチ
パイレーツモード専用演出。
3人のワリン子分が中段図柄を応援する演出。

## プレミアム演出
赤魚群
赤魚群（実際には赤色と紫色が混ざったような魚群）が出現する演出。後述のサム系プレミアムに発展する。
サム系プレミアム
各スーパーリーチ中にサムが出現すれば奇数図柄での大当たりが濃厚となる。
マッスル珊瑚礁リーチ
海モード専用演出。
シングルリーチから発展する。珊瑚礁リーチが発生した際に、サムが画面下部から珊瑚礁を持ち上げて登場する。
ダイビングリーチ
海モード専用演出。
シングルリーチから発展する。黒潮リーチが発生した際に、画面右側からサムが泳いで登場する。
ポージングリーチ
海モード及びアドベンチャーモード専用演出。
ダブルリーチから発展し、マリンの代わりにサムが画面上部から登場する。
宝の山サムリーチ
アドベンチャーモード専用演出。
シングルリーチから発展する。宝の山リーチが発生した際に、サムが画面下部から宝の山を持ち上げて登場する。
水竜サムリーチ
アドベンチャーモード専用演出。
シングルリーチから発展する。水竜リーチが発生した際に、サムが登場し水竜とともに泳ぐ演出。
人魚サムリーチ
アドベンチャーモード専用演出。
シングルリーチから発展する。人魚リーチが発生した際に、貝の中から人魚ではなくサムが出現する演出。
カジキングサムリーチ
アドベンチャーモード専用演出。
カジキングリーチが発生した際に、カジキングの代わりにサムが登場する演出。
嵐スペシャルサムリーチ
パイレーツモード専用演出。
嵐リーチ発生後「突撃!」の文字が出現した後にサムが登場する演出。
船バトルサムリーチ
パイレーツモード専用演出。
船バトルリーチ発生後、ワリンの代わりにサムが登場する演出。
子分サムリーチ
パイレーツモード専用演出。
子分リーチ発生後にサムが登場する演出。子分はサム登場後に画面からいなくなる。
枠外プレミアム
図柄が枠外で揃った場合、効果音の後に図柄が枠内に移動し大当たりとなる演出。必ず発生する訳ではない。
ボイスプレミアム
変動開始時などにマリン、ワリン、サムのいずれかのボイスが流れる演出。
サウンドプレミアム
変動開始時に盤面が激しく点滅し、変動時のBGMが初代『海物語』の仕様になる演出。
クジラプレミアム
アドベンチャーモード専用演出。
リーチ成立時、巨大なクジラが出現する演出。
剣バトルプレミアムリーチ
パイレーツモード専用演出。
剣バトルリーチに発展した際に、ワリンとビートが剣ではなくデッキブラシで戦う演出。

## 大当たりラウンド演出

### 大当たりラウンド中
マリンチャンス
アドベンチャーモード専用演出。
通常大当たりのラウンド中に発生する昇格演出。7ラウンドに発生する場合がある。ボタンを押して左右どちらかのルートを選択する。選択したルートの先に宝箱がある。宝箱を開けて財宝が入っていれば確変大当たり昇格となる。宝箱を開けた際に泡、イルカ、魚群が発生する場合があり、魚群は期待度が高い。
失敗時に、ボタンを連打してサムが出現すれば確変大当たりに昇格する。
脱出
パイレーツモード専用演出。
ボタンを連打して、ワリンと手下が神殿からの脱出を目指す演出。脱出に成功して財宝を手に入れると確変大当たり昇格となる。ボタン連打の際にワリンからオーラが出ており、オーラの色や大きさによって期待度が変化する。
剣バトル
パイレーツモード専用演出。
ワリンとビートが剣で闘う演出。ワリンが勝利すると確変大当たりに昇格する。
ハイパーコンパスチャンス
『CRAハイパー海物語 IN カリブ 遊パチ』に搭載。
4ラウンド目にハイパーコンパスが作動した後にマリンとワリンが出現し、15ラウンド大当たりに昇格する演出。

### 大当たりラウンド終了後
エンディングチャンス
偶数図柄揃いの大当たりでラウンド中にSUPER LUCKYの告知がなく全ラウンドを消化しても、確変大当たりであることを告知される演出。
海モードとアドベンチャーモードでは、エンディング画面で「もう1回」の文字とともにサムが登場し、確変大当たりであることを告知されることがある。
パイレーツモードでは、エンディング画面でハイパーコンパスが作動しワリンが驚き、「もう1回」の文字が出現し確変大当たりであることを告知されることがある。

## その他演出
再始動
リーチが外れた際に、中段図柄が再び動き出して大当たりになる演出。ダブルリーチで発生した場合は奇数図柄での大当たりとなる。
昇格スクロール
偶数図柄が揃った直後に図柄が高速に動き出して奇数図柄に昇格する演出。
マリンちゃん2段階
マリンちゃんリーチで偶数図柄が揃った直後、マリンが掛け声とともに中段図柄をビンタして再始動が起き、もう片方のリーチ図柄である奇数図柄揃いの大当たりになる演出。

## 可動役物
海物語シリーズ初の可動役物が2つ搭載されている。

### ハイパーコンパス
画面上部にあるコンパスを模した役物。予告演出や一発告知（コンパスチャンス）としての機能を果たしており、告知音とともにコンパスが虹色に光って高速回転する。コンパスチャンスは発生した時点で大当たり濃厚となる。

### ハイパーシップ
画面右側にある船を模した役物。予告演出やリーチ演出が発生した際に連動して可動する。可動した場合は期待度が高くなる。

## 大当たり・確変・時短

### ミドルタイプ
確変ループ機となっており、大当たりラウンド終了後は基本的に奇数図柄大当たりだと確変に突入し、偶数図柄大当たりだと100回の時短に突入する。ただし、偶数図柄で当たってもラウンド中にSUPER LUCKYに昇格する場合がある。2ラウンド確変大当たりも搭載されており、3・4・1図柄停止で突入する。2ラウンド確変大当たり終了後は確変（バミューダチャンス）に突入する。

### 遊パチタイプ
ST機となっており、大当たりラウンド終了後は必ず5回のSTと時短に突入する。時短の回数は図柄によって異なる。電サポ回数は基本的に奇数図柄が50回で偶数図柄が25回となっている。

## 登場キャラクター
ビート
初登場のワリンのライバルキャラクター。職業は海賊。パイレーツモードでワリンと剣バトルリーチや船バトルリーチで対戦することになる。サムとは男の筋肉の胸合わせの仲である。
ワリン子分（A・B・C）、ビート子分（A・B・C）
ワリンの3人の女性子分とビートの3人の男性子分。ワリン子分の胸は3人とも、同じくらい大きいのである。秘宝での探しではワリン、及びビートと一緒に行くのはAとBの2人だけ。
ワリン子分の3人がダブルリーチ時に「ワリンフラッシュ!」と叫びながら、Wの合体ポーズを出す。
ワリン子分は『CRまわるんパチンコ大海物語3』に搭載されている「Great Sea Parade」の映像にも登場しているが、コチラは3人だけではなく4人(1人増えた)であると同時にCと同じ衣装である。
人魚姫
アドベンチャーモードにて、リーチ中にマリンが大きな貝の中に入り、閉じた瞬間にそのまま開いた事で覚醒した姿。金髪のポニーテールとオレンジ色のビキニだったのがピンク色のロングヘアと貝殻ビキニに変わり、下半身もピンク色の尾ビレに変わっている。その歌声でリーチ中に大当たりを出す。

## プレミアムラウンド
| 条件                                   | 曲名               | 歌                        |
| -------------------------------------- | ------------------ | ------------------------- |
| 図柄揃いの大当たり5連荘から9連荘まで   | 「Summer days」    | マリン（葉月ゆら）        |
| 図柄揃いの大当たり10連荘から14連荘まで | 「Shiny Star」     | ワリン                    |
| 図柄揃いの大当たり15連荘以上           | 「Dance & Chance」 | マリン（葉月ゆら）&ワリン |

## スペック
| 型式                         | 型式                         | MTA                                  | MTB                                  | SAE                                                                           |
| ---------------------------- | ---------------------------- | ------------------------------------ | ------------------------------------ | ----------------------------------------------------------------------------- |
| 特賞種別                     | 特賞種別                     | デジパチ                             | デジパチ                             | デジパチ                                                                      |
| 大当たり確率                 | 通常時                       | 1/306.5                              | 1/315.5                              | 1/95.75                                                                       |
| 大当たり確率                 | 高確率時                     | 1/30.65                              | 1/31.55                              | 1/9.575                                                                       |
| タイプ                       | タイプ                       | ミドル                               | ミドル                               | 遊パチ                                                                        |
| 賞球数                       | 賞球数                       | 3 & 4 & 10 & 15                      | 3 & 4 & 10 & 14                      | 3 & 4 & 10 & 15                                                               |
| ラウンド・カウント数         | ラウンド・カウント数         | 15R・8C                              | 15R・9C                              | 15R or 5R・7C                                                                 |
| 大当たりシステム             | 大当たりシステム             | 確変ループ                           | 確変ループ                           | ST                                                                            |
| 確変突入率                   | 確変突入率                   | 54/100（54%）                        | 54/100（54%）                        | 100/100（100%、ST5回）                                                        |
| 大当たりの内訳（始動口共通） | 大当たりの内訳（始動口共通） | 15R確変：46% 2R確変：8% 15R通常：46% | 15R確変：46% 2R確変：8% 15R通常：46% | 15R（ST5回+時短95回）：4% 5R（ST5回+時短45回）：64% 5R（ST5回+時短20回）：32% |
| 大当たり出玉                 | 大当たり出玉                 | 1800個                               | 1890個                               | 15R：1470個 5R：490個                                                         |
| リミット                     | リミット                     | なし                                 | なし                                 | なし                                                                          |
| 電サポ                       | 確変                         | 確変大当たり終了後次回まで           | 確変大当たり終了後次回まで           | 大当たり終了後ST5回                                                           |
| 電サポ                       | 時短                         | 通常大当たり終了後100回              | 通常大当たり終了後100回              | ST終了後95回・45回・20回                                                      |
| 保留の数                     | 保留の数                     | 4個                                  | 4個                                  | 4個                                                                           |
| 保留の優先消化               | 保留の優先消化               | なし（入賞順に消化）                 | なし（入賞順に消化）                 | なし（入賞順に消化）                                                          |

## コンシューマ移植
- パチパラシリーズ（プレイステーション3用）
  - 『パチパラDL ～ハイパー海INカリブ～』（2008年7月2日より配信）に『CRハイパー海物語 IN カリブ MTA』、『CRハイパー海物語 IN カリブ MTB』が収録。